# Stradov (Komařice)
Stradov je malá vesnice, část obce Komařice v okrese České Budějovice v Jihočeském kraji. Nachází se asi tři kilometry jižně od Komařic. Je zde evidováno 22 adres. V roce 2011 zde trvale žilo 24 obyvatel.
Stradov leží v katastrálním území Sedlo u Komařic o výměře 4,16 km².

## Historie
První písemná zmínka o vesnici pochází z roku 1402.

## Obyvatelstvo
| Rok            | 1869 | 1880 | 1890 | 1900 | 1910 | 1921 | 1930 | 1950 | 1961 | 1970 | 1980 | 1991 | 2001 | 2011 | 2021 |
| -------------- | ---- | ---- | ---- | ---- | ---- | ---- | ---- | ---- | ---- | ---- | ---- | ---- | ---- | ---- | ---- |
| Počet obyvatel | 140  | 132  | 116  | 121  | 121  | 128  | 111  | 66   | 63   | 41   | 30   | 13   | 15   | 24   | 31   |
| Počet domů     | 19   | 19   | 20   | 20   | 20   | 20   | 21   | 21   | 21   | 15   | 14   | 20   | 21   | 21   | 21   |

## Obecní správa
Při sčítání lidu v letech 1850–1868 Stradov byl osadou obce Sedlo v okrese Budějovice. V letech 1868–1950 byl osadou obce Komařice v okrese České Budějovice (v letech 1868–1910 Budějovice). Od 1. září 1950 do 13. června 1964 byl znovu osadou obce Sedlo, se kterým patřil nejprve do okresu Trhové Sviny, ale od roku 1960 v okrese České Budějovice. Od 14. června 1964 do 30. června 1985 byl znovu částí obce Komařice v okrese České Budějovice. Od 1. července 1985 do 23. listopadu 1990 byl částí obce Strážkovice v okrese České Budějovice. Od 24. listopadu 1990 je opět částí obce Komařice v okrese České Budějovice.